# The Human Equation
The Human Equation je šesté studiové album hudebního projektu Ayreon nizozemského hudebníka Arjena Lucassena.Vydáno bylo 25. května 2004 u vydavatelství Inside Out Music. Lucassen se místo jemu obvyklých scifi témat rozhodl zpracovat psychiku člověka. Také se vrátil zpět ke „klasickému pojetí“ metalové opery; zpěváci a zpěvačky tedy zastávají různé příběhové role.

## Seznam skladeb
Všechny skladby napsal(i) Arjen Lucassen. 
| CD 1           | CD 1                 | CD 1                                                                                       | CD 1  |
| Pořadí         | Název                | Zpěv                                                                                       | Délka |
| -------------- | -------------------- | ------------------------------------------------------------------------------------------ | ----- |
| 1.             | Day One: Vigil       | Arjen Lucassen, Marcela Bovio                                                              | 1:33  |
| 2.             | Day Two: Isolation   | James LaBrie, Mikael Åkerfeldt, Eric Clayton, Irene Jansen, Magnus Ekwall, Heather Findlay | 8:42  |
| 3.             | Day Three: Pain      | Devon Graves, LaBrie, Devin Townsend, Findlay                                              | 4:58  |
| 4.             | Day Four: Mystery    | Lucassen, Bovio, Jansen, LaBrie, Ekwall, Findlay, Graves                                   | 5:37  |
| 5.             | Day Five: Voices     | Ekwall, LaBrie, Clayton, Findlay, Åkerfeldt                                                | 7:09  |
| 6.             | Day Six: Childhood   | Graves, LaBrie, Åkerfeldt                                                                  | 5:05  |
| 7.             | Day Seven: Hope      | Lucassen, LaBrie                                                                           | 2:47  |
| 8.             | Day Eight: School    | Åkerfeldt, LaBrie, Townsend, Graves, Ekwall, Clayton, Jansen                               | 4:22  |
| 9.             | Day Nine: Playground | instrumentální skladba                                                                     | 2:15  |
| 10.            | Day Ten: Memories    | Lucassen, Bovio, Ekwall, Findlay, Jansen, Clayton                                          | 3:57  |
| 11.            | Day Eleven: Love     | LaBrie, Findlay, Jansen, Ekwall, Graves, Åkerfeldt, Bovio                                  | 4:18  |
| Celková délka: | Celková délka:       | Celková délka:                                                                             | 50:20 |

| CD 2           | CD 2                      | CD 2                                                                                        | CD 2  |
| Pořadí         | Název                     | Zpěv                                                                                        | Délka |
| -------------- | ------------------------- | ------------------------------------------------------------------------------------------- | ----- |
| 12.            | Day Twelve: Trauma        | Clayton, Åkerfeldt, Graves, Jansen, Ekwall                                                  | 9:54  |
| 13.            | Day Thirteen: Sign        | Findlay, Bovio, LaBrie, Lucassen                                                            | 4:47  |
| 14.            | Day Fourteen: Pride       | LaBrie, Ekwall, Clayton                                                                     | 4:42  |
| 15.            | Day Fifteen: Betrayal     | Åkerfeldt, Graves, Clayton, Jansen, LaBrie                                                  | 5:24  |
| 16.            | Day Sixteen: Loser        | Mike Baker, Townsend                                                                        | 4:46  |
| 17.            | Day Seventeen: Accident?  | Clayton, Bovio, Graves, Jansen                                                              | 5:42  |
| 18.            | Day Eighteen: Realization | Clayton, LaBrie, Jansen, Ekwall, Findlay, Graves, Åkerfeldt, Lucassen, Bovio                | 4:31  |
| 19.            | Day Nineteen: Disclosure  | Lucassen, Bovio, Findlay, Jansen, LaBrie                                                    | 4:42  |
| 20.            | Day Twenty: Confrontation | Lucassen, LaBrie, Bovio, Findlay, Graves, Jansen, Clayton, Ekwall, Åkerfeldt, Peter Daltrey | 7:03  |
| Celková délka: | Celková délka:            | Celková délka:                                                                              | 51:41 |

## Příběh
Muž leží v nemocnici po těžké dopravní nehodě. Nehoda se stala za bílého dne bez zjevné příčiny. Muž je v kómatu a u jeho nemocničního lůžka se setkávají jeho manželka a nejlepší přítel a snaží se pochopit, proč se stala nehoda. Muž v kómatu zpěně prochází svým životem až k osudnému dni. Muž je po nehodě zmatený a nemůže si vzpomenout, co se stalo, ale jak jeho emoce obnovují vzpomínky, události, které jej vedly k nehodě vyvstanou (chtěl se zabít, protože viděl svou ženu v objetí svého nejlepšího přítele) a uvědomuje si, že jediný způsob, jak se probudit z kómatu, je najít cestu z jeho emocionálního vězení.
Na konci zjistíme, že to vše bylo součástí programu The Human Equation, který si na Dream Sequenceru spustil Forever of The Stars, příslušník Foreverů z planety Y.

## Obsazení
- Arjen Lucassen – zpěv (Nejlepší přítel), kytary, basa, klávesy, mandolína, Hammondovy varhany

Hosté
- Mikael Åkerfeldt – zpěv (Strach)
- James LaBrie – zpěv (Muž)
- Mike Baker – zpěv (Otec)
- Marcela Bovio – zpěv (Manželka)
- Eric Clayton – zpěv (Rozum)
- Magnus Ekwall – zpěv (Pýcha)
- Heather Findlay – zpěv (Láska)
- Devon Graves – zpěv (Agónie)
- Irene Jansen – zpěv (Vášeň)
- Devin Townsend – zpěv (Hněv)
- Martin Orford – klávesy
- Joost van den Broek – klávesy
- Oliver Wakeman – klávesy
- Ken Hensley – Hammondovy varhany
- Robert Baba – housle
- Jeroen Goossens – flétna, didgeridoo, fagot, Panova flétna
- Marieke van der Heyden – violoncello
- John McManus – flétna, píšťala
- Ed Warby – bicí